# Leuchau
Leuchau (oberfränkisch: Laicha) ist ein Gemeindeteil der Großen Kreisstadt Kulmbach im Landkreis Kulmbach (Oberfranken, Bayern). Die Gemarkung Leuchau liegt teils auf dem Gemeindegebiet von Kulmbach, teils auf dem Gemeindegebiet von Neudrossenfeld. Sie hat eine Fläche von 12,220 km² und ist in 1581 Flurstücke aufgeteilt, die eine durchschnittliche Flurstücksfläche von 7729,60 m² haben. In ihr liegen neben dem namensgebenden Ort die Gemeindeteile Berghaus, Buch am Sand, Donnersreuth, Dreschen, Eichberg, Frischenmühle, Gößmannsreuth, Oberzettlitz, Rohr, Rothenhügl, Steinhaus, Unterlettenrangen, Unterzettlitz und Wehelitz.

## Geografie
Das Dorf befindet sich am Fuße eines Höhenrückens des Obermainischen Hügellandes. Durch den Ort fließt der Erlenbach. Die Bundesstraße 85 führt nach Forstlahm (1,2 km nordwestlich) bzw. an Rothenhügl und Rohr vorbei zur Anschlussstelle 24 der Bundesautobahn 70 (3,5 km südlich). Die Kreisstraße KU 15 führt an Rehleithen vorbei nach Lindau (3 km südöstlich). Eine Ortsstraße führt nach Steinhaus (0,1 km südöstlich).

## Geschichte
Der Ort wurde 1332 als „Leuchauwe“ erstmals urkundlich erwähnt, als Otto Graf von Orlamünde dem Kloster Langheim ein Gut des Ortes übereignete. Dem Ortsnamen liegt der slawische Personenname Lěvech zugrunde. Der Personenname wird durch die Endung -ov adjektivisch benutzt, also „die Lěvechische [Siedlung]“.
Gegen Ende des 18. Jahrhunderts gab es in Leuchau 18 bewohnte Anwesen. Das Hochgericht übte das bayreuthische Stadtvogteiamt Kulmbach aus. Dieses hatte zugleich die Dorf- und Gemeindeherrschaft. Grundherren waren das Kastenamt Kulmbach (1 Ziegelhütte, 1 Mahlmühle, 1 Halbhof mit Schäferei, 1 Viertelhof mit Schäferei, 1 Viertelhof, 2 Gütlein, 8 Tropfhäuser), der Markgräfliche Lehenhof Bayreuth (1 Tropfhäuslein), das Stiftskastenamt Himmelkron (1 Hof) und der bambergische Langheimer Amtshof (2 unbebaute Güter, 1 Haus).
Von 1797 bis 1810 unterstand der Ort dem Justiz- und Kammeramt Kulmbach. Mit dem Gemeindeedikt wurde Leuchau dem 1811 gebildeten Steuerdistrikt Gößmannsreuth und der 1812 gebildeten gleichnamigen Ruralgemeinde zugewiesen. 1818 wurde diese nach Leuchau umbenannt. Zu dieser gehörten Berghaus, Buch am Sand, Donnersreuth, Dreschen, Frischenmühle, Gößmannsreuth, Oberzettlitz, Rohr, Rothenhügl, Steinhaus, Unterlettenrangen, Unterzettlitz und Wehelitz. Sie war in Verwaltung und Gerichtsbarkeit dem Landgericht Kulmbach zugeordnet und in der Finanzverwaltung dem Rentamt Kulmbach (1919 in Finanzamt Kulmbach umbenannt). In der freiwilligen Gerichtsbarkeit unterstanden einige Anwesen bis 1848 Patrimonialgerichten, die an die Stelle der ehemaligen Rittergüter traten. Ab 1862 gehörte Leuchau zum Bezirksamt Kulmbach (1939 in Landkreis Kulmbach umbenannt). Die Gerichtsbarkeit blieb beim Landgericht Kulmbach (1879 in das Amtsgericht Kulmbach umgewandelt). In der ersten Hälfte des 20. Jahrhunderts wurde auf dem Gemeindegebiet Eichberg gegründet. Die Gemeinde hatte eine Gebietsfläche von 12,164 km².
Am 1. Januar 1972 wurde Langenstadt mit Igelsreuth im Zuge der Gebietsreform in Bayern nach Leuchau eingegliedert. Am 1. Juli 1976 wurde die Gemeinde Leuchau aufgelöst: Donnersreuth, Frischenmühle, Gößmannsreuth, Leuchau, Oberzettlitz, Rothenhügl, Steinhaus, Unterzettlitz wurden nach Kulmbach eingegliedert, während Berghaus, Buch am Sand, Dreschen, Eichberg, Igelsreuth, Langenstadt, Rohr, Unterlettenrangen und Wehelitz nach Neudrossenfeld eingegliedert wurden.

### Einwohnerentwicklung
Gemeinde Leuchau
| Jahr      | 1818  | 1840   | 1852   | 1855   | 1861   | 1867   | 1871   | 1875   | 1880   | 1885   | 1890   | 1895   | 1900   | 1905   | 1910   | 1919   | 1925   | 1933   | 1939   | 1946   | 1950   | 1952   | 1961   | 1970   |
| Einwohner | 445   | 659    | 701    | 707    | 703    | 708    | 714    | 707    | 730    | 708    | 691    | 714    | 705    | 709    | 718    | 651    | 678    | 687    | 643    | 968    | 964    | 916    | 841    | 1099   |
| Häuser    | 93    |        |        |        |        |        | 106    |        |        | 115    | 115    |        | 114    |        |        |        | 110    |        |        |        | 116    |        | 142    |        |
| Quelle    | [ 9 ] | [ 15 ] | [ 15 ] | [ 15 ] | [ 16 ] | [ 17 ] | [ 18 ] | [ 19 ] | [ 20 ] | [ 21 ] | [ 22 ] | [ 15 ] | [ 23 ] | [ 15 ] | [ 24 ] | [ 15 ] | [ 25 ] | [ 15 ] | [ 15 ] | [ 15 ] | [ 26 ] | [ 15 ] | [ 10 ] | [ 27 ] |

Ort Leuchau
| Jahr      | 001809 | 001818 | 001861 | 001871 | 001885 | 001900 | 001925 | 001950 | 001961 | 001970 | 001987 |
| Einwohner | 149    | 115    | 135    | 146    | 144    | 154    | 153    | 273    | 337    | 400    | 415    |
| Häuser    |        | 22     |        |        | 24     | 23     | 27     | 33     | 50     |        | 103    |
| Quelle    | [ 28 ] | [ 9 ]  | [ 16 ] | [ 18 ] | [ 21 ] | [ 23 ] | [ 25 ] | [ 26 ] | [ 10 ] | [ 27 ] | [ 1 ]  |

## Religion
Leuchau ist seit der Reformation evangelisch-lutherisch geprägt und nach Unsere Liebe Frau (Mangersreuth) gepfarrt.